# Scarface: Money. Power. Respect.
Scarface: Money. Power. Respect. è un videogioco basato sui fatti narrati nel film Scarface, film del 1983 di Brian De Palma.
Contrariamente al gioco Scarface: The World Is Yours, Money. Power. Respect. tiene da parte l'azione (ma non del tutto) e mette in risalto la strategia.
Ogni missione è accompagnata da uno spezzone del film.